# Pierre Gassmann (personnalité politique)
Ne pas confondre avec le photographe français homonyme.
Pour les articles homonymes, voir Gassmann.
Pierre Gassmann, né le 16 décembre 1932 à Delémont (originaire de Charmoille) et mort le 3 mai 2011 à Saignelégier, est une personnalité politique suisse, membre du Parti socialiste.
Il est député du canton de Berne au Conseil national de 1971 à 1979 puis l'un des deux premiers députés du canton du Jura au Conseil des États de 1979 à 1983.

## Biographie

### Origines et famille
Pierre Gassmann naît le 16 décembre 1932 à Delémont, alors dans le canton de Berne. Il est originaire de Charmoille, dans le district voisin de Porrentruy. Il est également connu sous le surnom de Peyo.
Son père, Émile Gassmann, est mécanicien ; sa mère est née Frieda Stalder.
Il épouse Marie-Madeleine Botteron, institutrice, fille d'un mécanicien.

### Études et parcours professionnel
Après l'école de commerce à Delémont, il obtient une maturité commerciale à Neuchâtel en 1952, puis fait l'école normale à Porrentruy tout en occupant un poste au sein de l'administration communale de Delémont.
Il est instituteur à Berlincourt de 1962 à 1966, puis maître à l'école professionnelle artisanale de Delémont de 1966 à 1997.

### Parcours politique
Il milite au sein des Jeunesses socialistes à partir de 1952.
Il est député au Grand Conseil du canton de Berne de 1962 à septembre 1971. Il y dépose notamment une motion en mai 1963 visant à introduire le droit de vote des femmes aux niveaux cantonal et communal, motion adoptée par le conseil en septembre pour le pan communal. Il est exclu du groupe socialiste en novembre 1967 avec Arthur Villard, les deux élus se voyant « reprocher leur attitude proséparatiste et leur politique indépendante » ; ils sont réintégrés au sein du groupe en 1969, par crainte de la création d'un groupe de gauche,.
Il est élu en octobre 1971 sur une liste jurassienne au Conseil national, devançant grâce aux voix séparatistes extérieures à son parti son colistier antiséparatiste et conseiller exécutif bernois Henri Huber (par 22 748 voix contre 18 990). Il siège à la Chambre basse du Parlement suisse du 29 novembre 1971 au 1er mars 1979, notamment au sein de la Commission militaire à partir de 1973. ll siège en parallèle à l'Assemblée constituante jurassienne de 1976 à 1978.
Après la création du canton du Jura, il est élu tacitement avec le démocrate-chrétien Roger Schaffter au Conseil des États, où il siège du 5 mars 1979 au 27 novembre 1983. Chef de file des socialistes jurassiens, il annonce en juillet 1983 ne pas solliciter un nouveau mandat aux élections fédérales d'octobre 1983 après avoir été fauché par une voiture en juin 1982,,.
Membre du comité central du Rassemblement jurassien, il est leader de l'aile gauche et séparatiste du Parti socialiste jurassien (PSJ), divisé par la question jurassienne. Il préside de 1975 à 1980 le nouveau PSJ du canton du Jura et dirige le mensuel Le Peuple jurassien.

### Mort
Il meurt le 3 mai 2011 à Saignelégier, à l'âge de 78 ans.